# Gaël Hulsen
Gaël Hulsen (27 november 1990) is een Belgisch basketballer.

## Carrière
Hulsen speelde in de jeugd van Verviers-Pepinster en maakte voor die ploeg zijn debuut in 2007. Hij speelde voor de ploeg van 2007 tot 2010, in 2010 maakte hij de overstap naar Spirou Charleroi waar hij een seizoen speelde. Hij keerde het seizoen erop terug naar Pepinster voor een seizoen. In 2012 tekende hij bij het Britse Mersey Tigers en bracht een seizoen door bij hen, aan het einde van het seizoen ging de failliet en moest degraderen naar de derde klasse. Het seizoen erop tekende hij bij de vierdeklasser Iserlohn Kangaroos waar hij kampioen mee werd. Na een seizoen moest hij de club verlaten doordat in de derde klasse maar twee buitenlandse spelers waren toegelaten.
In 2014 tekende hij bij BSV Wulfen en het seizoen erop tekende hij bij Hannover Korbjäger. Voor het seizoen 2016/17 tekende hij bij het Duitse En Baskets Schwelm waarmee hij ook kampioen werd in de vierde klasse en ook de club moest verlaten door het aantal buitenlanders. Hij verliet in 2017 Duitsland en tekende in België bij BCCA Neufchâteau. In 2018 trok hij naar Malta en tekende bij het Maltese Floriana Basketball Club. 
Hij keerde in 2019 terug naar Duitsland en tekende bij RheinStars Köln. Na een seizen verliet hij de club en tekende bij het Duitse Aschersleben Tigers. Het seizoen 2021/22 bracht hij door bij de Italiaanse derdeklasser Air Basket Termoli. Hij speelde het seizoen 2022/23 bij het Ierse UCD Marian. Voor het seizoen 2023/24 keerde hij terug naar Malta ditmaal bij Bupa Luxol.

## Erelijst
- Belgisch landskampioen: 2010
- Duits kampioen vierde klasse: 2014, 2017